# 西風TV
西風TV（にしかぜTV）は、動画クリエイターによるYouTubeチャンネル。2020年から本格的に動画投稿をしており、2025年4月現在は約8000人の登録者数。
筑波サーキットでのテイストオブ筑波など草レースの撮影から、中国地方は岡山県や四国は徳島県など各地での撮影投稿を見ることができる。
また、絶版車、旧車の老舗関東ではミスティ、関西ではジョーカーズジャパンなど撮影対象は絶版車、旧車が多い。
イベントの撮影などにも参加が多く、富士河口湖オートジャンボリー、関西ℤ会、西日本ℤミーティングなど多数のイベントでの撮影が旧車、絶版車ファンの人気となっている。